# Antonov An-22
O Antonov An-22 Antei foi a maior aeronave no mundo, antes da criação do Lockheed C-5 Galaxy (nome na OTAN: Cock).
O An-22 é basicamente uma versão maior do An-12 com excepção da cauda dupla. Essa dupla cauda ajuda numa performance melhor e reduz as restrições de altura nos hangares.
Actualmente, ainda permanece como a maior aeronave do mundo com motores turboélice.

## Histórico operacional
O An-22 foi originalmente construído pela Força Aérea Soviética junto com a Aeroflot, um empresa aérea estatal. A primeira unidade foi operada no 556º Regimento de Aviação de Transporte Militar "Solnechnogorsk", o qual usou o An-22 de 1970 à 1987.
Aproximadamente 45 entraram em serviço na metade dos anos 90, a maioria pela Força Aérea Russa, mas lentamente foram substituído por um modelo maior, o An-124. Os An-22 restantes foram operados por um esquadrão de transporte militar independente chamado Tver, comandado em 2004 pelo tenente-coronel V. Borisenko.

## Operadores

### Militares

#### Antigos
União Soviética
- Força Aérea Soviética

#### Atualmente
Rússia
- Força Aérea Russa

### Civil

#### Antigos
Bulgária
- Air Sofia (alugado)

 Ucrânia
- Antonov Airlines

## Galeria

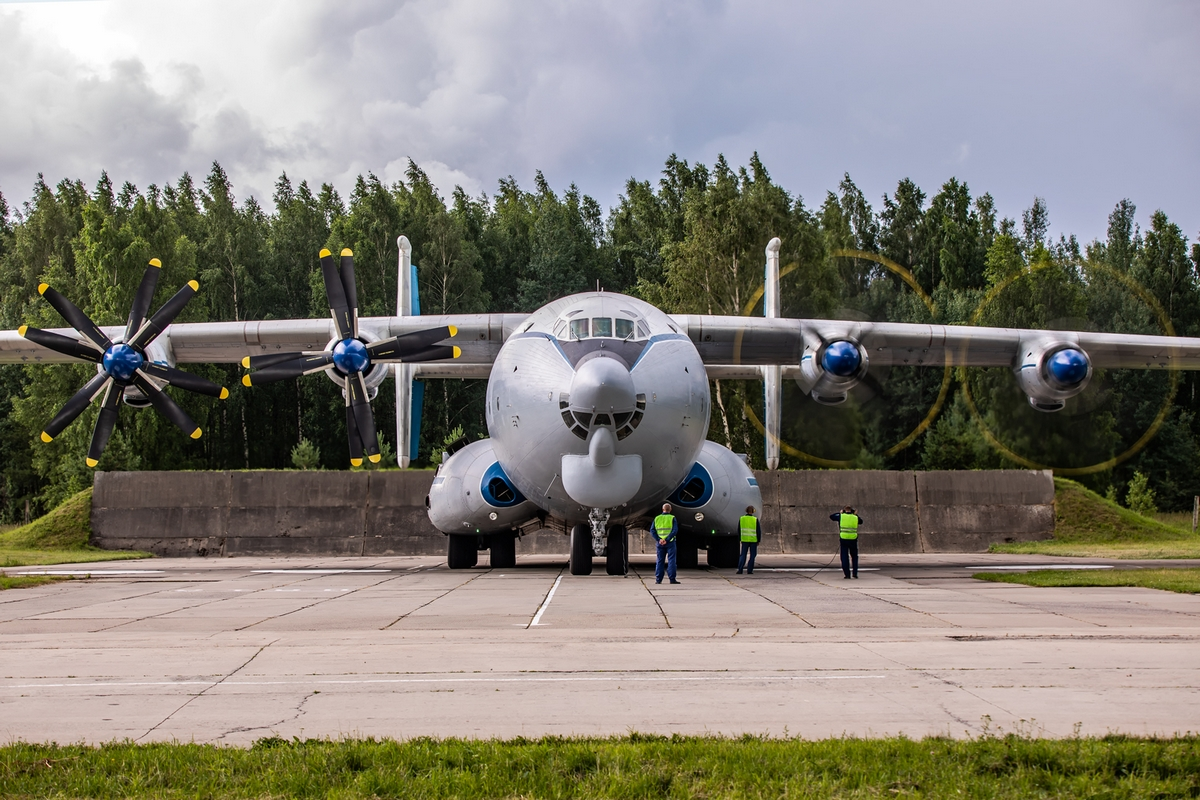
An-22. Vista frontal
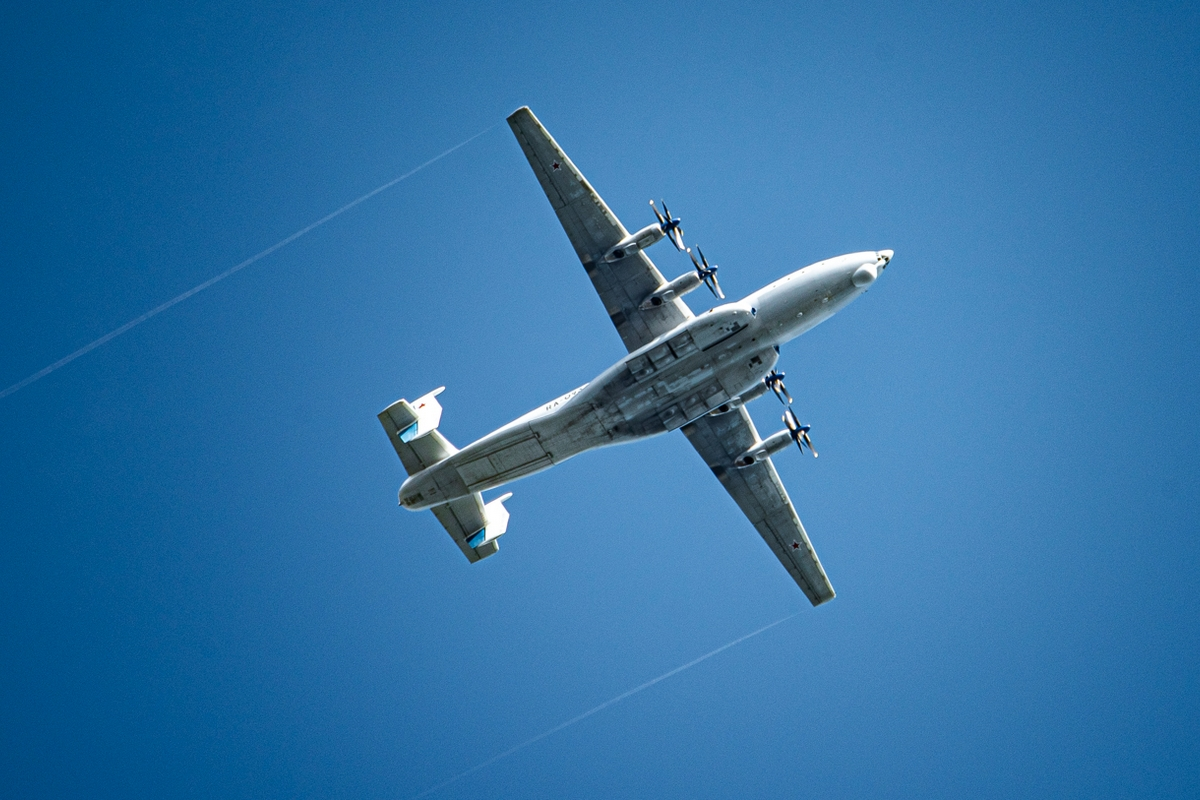
An-22. Vista de baixo
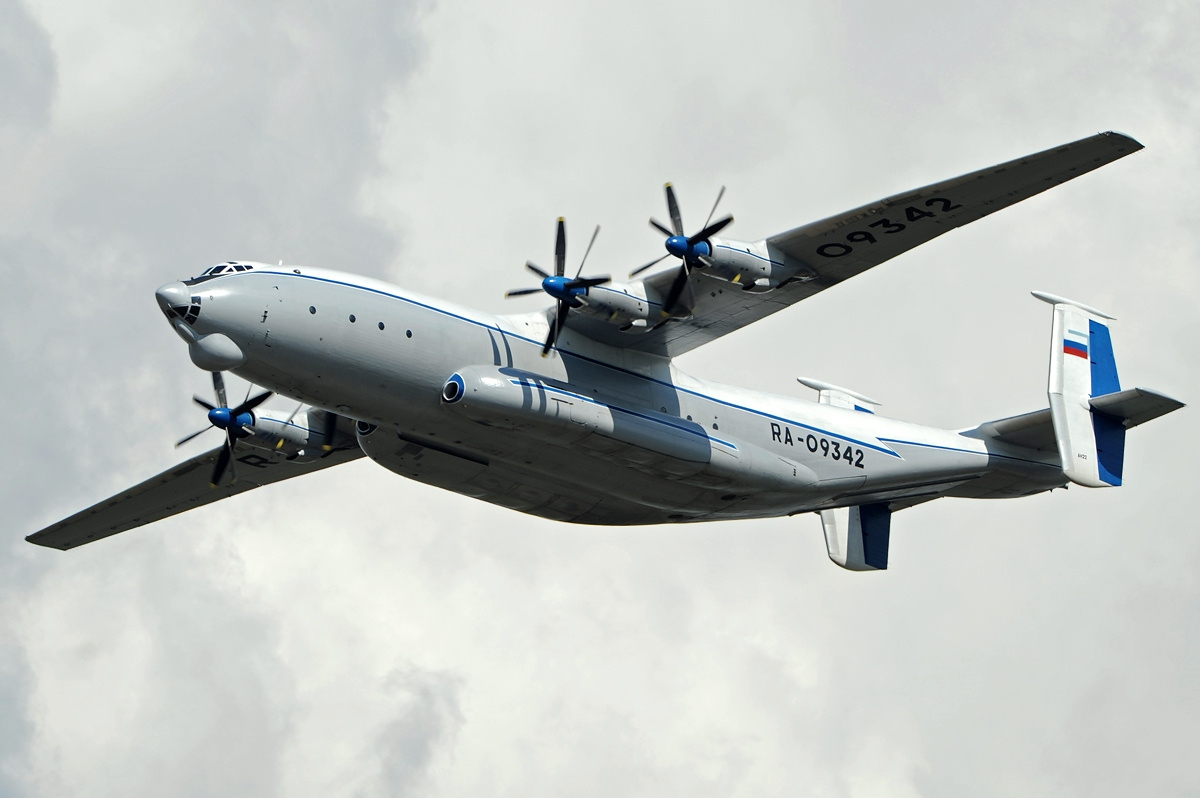
O An-22A da força aérea russa.